# 伊藤真視
伊藤 真視（いとう まさみ、1960年5月8日 - ）は、日本のミュージシャン、ドラマー。本名同じ。東京都足立区出身。

## 略歴
1977年、高校時代にアマチュアバンド「ステーション」で活動。その後、プロの道を歩むため同バンドを脱退。
1979年、長沢ヒロが立ち上げたバンド「HERO」に加入。1stアルバム『ヒーローズ・ギフト』の完成直後に加入したため、レコーディングには1曲も参加していないが、ジャケット写真には写っている。
HEROで初めてレコーディングに参加したのは、ジャッキー・チェン主演の映画『拳精』の主題歌『チャイナ・ガール』。HEROでの活動と同時に、近藤真彦のバックバンド「ライターズ」にも参加。
ライターズとしての活動が比重の多くを占めたこともあり、HEROでの活動に支障が出るようになる。HEROは1981年に解散。
伊藤は近藤のバックバンドとしての活動を基盤にする。1985年まで在籍。
1985年、大沢誉志幸のサポートバンドに参加後、尾崎豊、岡村靖幸、谷村有美、渡辺美里など多くのアーティストのサポートやスタジオワークに参加。
1990年代前半にプロとしての活動を退く。
2000年代に入り、同じく元プロとして活動していた飯塚まもると小松康伸のツインボーカルバンド、1960（いちきゅうろくまる）に加入。1960は、2010年、NHK主催のアマチュアバンドコンテスト『熱血!オヤジバトル』に出場。全国437組のエントリーグループの中、「草野球だぜ!ベイビー」でグランプリを獲得。同曲は1960のアルバム『Boy's Heart』に収録（2010年9月にキャッスルレコードよりリリース）。

## 人物
ハードロックに傾倒しているが、演奏はポップ、ロック、フォークまで幅広くこなす。
1983年には近藤真彦主演映画「嵐を呼ぶ男」に俳優として出演。役名は「浩」。
2012年には『松本人志のコントMHK』最終回に出演。コントに挑戦した（役名は「ポール」）。

## 1960

### シングル
- 2005年　戦う男達のテーマ - C/W「サンドラットベースボール」
- 2013年　Darling Baby - C/W「Next Door」

### アルバム
- 2010年　「Boy's Heart」

1. 草野球だぜ!ベイビー
2. Musical sentimental shop St.
3. Driving Japan
4. 1960 Brother
5. 戦う男達のテーマ
6. I Love Guitar

## レコーディング参加作品

### シングル
- 1980年　チャイナ・ガール C/W「エブリバディ・ファイティン」（HERO）
- 1982年　い・け・な・い・お化粧マジック （島田紳助、明石家さんま）
- 1988年　冬のステーション （LOOK）
- 1989年　Unchained Heart - C/W「雨のハイウエイ」アニメ『アイドル伝説えり子』ED曲（橋本舞子）
- 1990年　今夜はOh,Yeah! - 大鵬薬品ソルマックCM曲（おやじGALS）
- 1990年　こしゃくな唇 （草尾毅）
- 1990年　もっともっと （L3C）
- 1991年　三百六十五歩のマーチ - C/W｢子どもはつらいよ」アニメ『丸出だめ夫』のテーマ曲（水前寺清子）
- 1991年　やさしいクラクション （鈴木トオル）
- 1993年　文明の街 - 『さんまのからくりTV』ED曲（INVOICE）
- 1994年　熱帯夜 （草尾毅）
- 1994年　満月 （松坂晶子）
- 1994年　Sunday - C/W「だいじょーぶっっ!!」（久川綾）
- 1995年　鼓動 - アサヒスーパードライ'95CM曲（世良公則）
- 1997年　Brand-new - C/W｢BABY CRAZY」アサヒスーパードライ'97CM曲（渡辺忠士）
- 1997年　回帰骨董音楽箱（堀江美都子）

### アルバム
- 1988年　街路樹 - 「・ISM」、「COLD WIND」（尾崎豊）
- 1988年　THE FIVE STAR STORIES GREEN and GOLD （川村万梨阿）
- 1988年  小山荘のきらわれ者 イメージアルバム
- 1988年　WOMAN TONE （山根麻衣）
- 1988年   宇宙の記憶   相曽晴日
- 1989年　FAITH - 「Motion Motion」「3年分の雫」、「月とEscape」、「さよなら日和」、「イメージトレーニング」、「網棚のクリスマスケーキ」（村井麻里子）
- 1989年 『99.99』伊秩弘将 ソロアルバム
- 1989年  カプリコン  アニメアルバム
- 1990年　家庭教師 - 「ステップUP↑」（岡村靖幸）
- 1990年    黄金の椅子  鈴木トオル
- 1990年　I LOVE YOU - 「NIGHT FLIGHT」、「SXEY BLUE」、「Funny Cry」（L3C）
- 1991年　Lucky - 「はだかの気持ち｣（渡辺美里）
- 1992年　TAKAYUKI YOSHIMIZU - 「ちいさな天国｣、「Rainy Night｣、「週末｣、「GoldenTime ｣、「啼かないで｣、「真夜中バイクを走らせて｣（吉水孝之）
- 1994年　平成戯画 - 「文明の街」、「人々よ」、「酸性“雨”に打たれて」（INVOICE）
- 1994年　TAU （草尾毅）
- 1995年　COMS （草尾毅）
- 1996年　PANGAEA （草尾毅）
- 2011年　My Songs （飯塚まもる）

### Live DVD
- 1987年　OZAKI FILM ALIVE AT ARIAKE COLOSSEUM （尾崎豊）
- 1988年　Date Love & Sex 88 （岡村靖幸）
- 1989年　Peach Show 89 （岡村靖幸）
- 1991年　Feel Mie 1988-1991 （谷村有美）
- 1991年　Live家庭教師'91 （岡村靖幸）
- 1996年　TAKESI KUSAO LIVE TOUR96'-PANGAEA- （草尾毅）

## 主なライブサポート、スタジオワーク
- 明石家さんま
- INVOICE
- 大沢誉志幸
- 岡村靖幸
- 尾崎豊
- 草尾毅
- 近藤真彦
- 島田紳助
- 鈴木トオル
- 世良公則
- 水口晴幸
- LOOK
- 柳ジョージ
- 吉水孝之
- 渡辺忠士
- 小川範子
- 荻野目洋子
- 川村万梨阿
- 島田奈美
- 鈴木聖美
- 谷村有美
- 刀根麻理子
- 橋本舞子
- 久川綾
- 本田美奈子
- 松本典子
- 水前寺清子
- 村井麻里子
- 山根麻衣
- 渡辺美里